# هيو مونرو
هيو مونرو هو حدّاد وسياسي كندي، ولد في 22 مارس 1854 في ساوث غلينغاري في كندا، وتوفي في 1939 في إدمونتون في كندا. حزبياً، نشط في الحزب الليبرالي في أونتاريو ‏. وقد انتخب عضو برلمان مقاطعة أونتاريو.